# Joest Racing

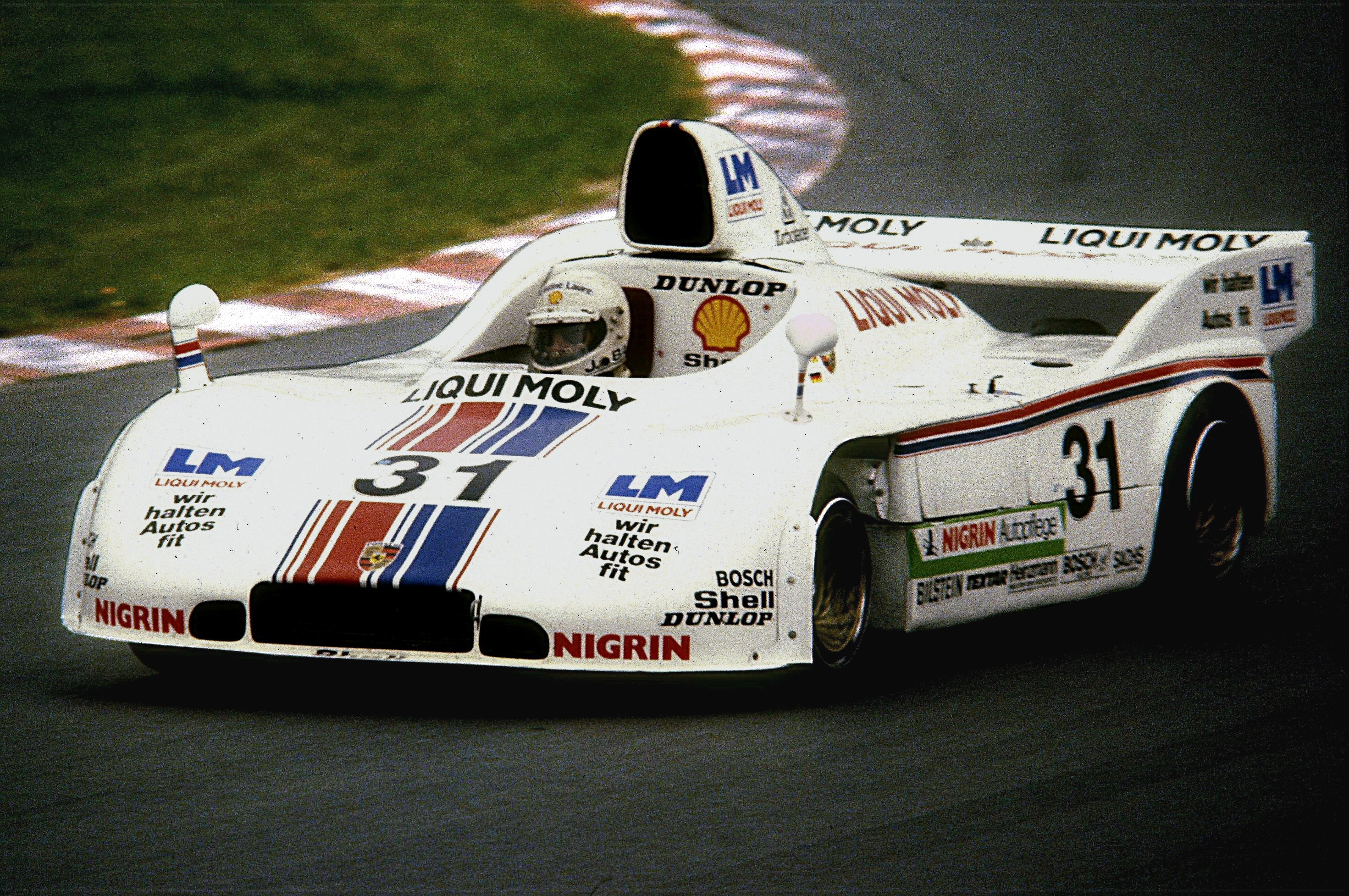
Joest Racing:s Porsche 908 vid Nürburgring 1000 km 1980.

Joest Racing är ett sportvagnsracing-stall som driver Mazdas fabriksstall i IMSA, startat av Reinhold Joest 1978. 
De första åren tävlade man i sportvagns-VM och Joest körde själv. Till 1981 bytte Joest till Deutsche Rennsport Meisterschaft och sedan han lämnat över ratten till Bob Wollek tog stallet två mästerskapstitlar 1982 och 1983.
1982 var stallet tillbaka i sportvagns-VM och från mitten av 1983 fick man tillgång till en konkurrenskraftig Porsche 956. 1984 vann stallet sin första seger på Le Mans, genom Klaus Ludwig och Henri Pescarolo. Året därpå försvarade man titeln, genom Klaus Ludwig, Paolo Barilla och Louis Krages, den sistnämnde under pseudonymen ”John Winter”.
1989 tillkännagav FIA sina planer på att införa nya regler till i sportvagns-VM säsongen 1991. Många privatstall protesterade mot regeländringen, eftersom de inte hade resurser att skaffa de avancerade nya motorer som krävdes. Joest valde att köra IMSA GT Championship med Porsche 962 istället från 1990. Stallet vann bland annat Daytona 24-timmars 1991, men två år senare var 962:an inte konkurrenskraftig längre och Joest drog sig ur serien.
I början av nittiotalet körde stallet även DTM med en Opel Calibra. Med Manuel Reuter som förare vann man mästerskapet 1996.
Under 1996 övertog Joest Porsches roll i utvecklingen av TWR Porsche WSC95 och vann Le Mans 1996, genom Davy Jones, Manuel Reuter, och Alexander Wurz. Året därpå försvarade man segern, genom Michele Alboreto, Stefan "Lill-Lövis" Johansson och Tom Kristensen, där Kristensen tog sin första av hittills åtta segrar. 
Efter att ha kört Porsche under många år, skrev Joest ett avtal med Audi 1998 om att hjälpa till med utvecklingen av en sportvagn till Le Mans 1999. Året därpå kom den vidareutvecklade Audi R8, som tog sin första vinst vid Sebring 12-timmars och sedan Le Mans under 2000. Mellan 2000 och 2002 vann R8:an tre raka vinster, på både Le Mans och Sebring, liksom American Le Mans Series-titeln varje år. 

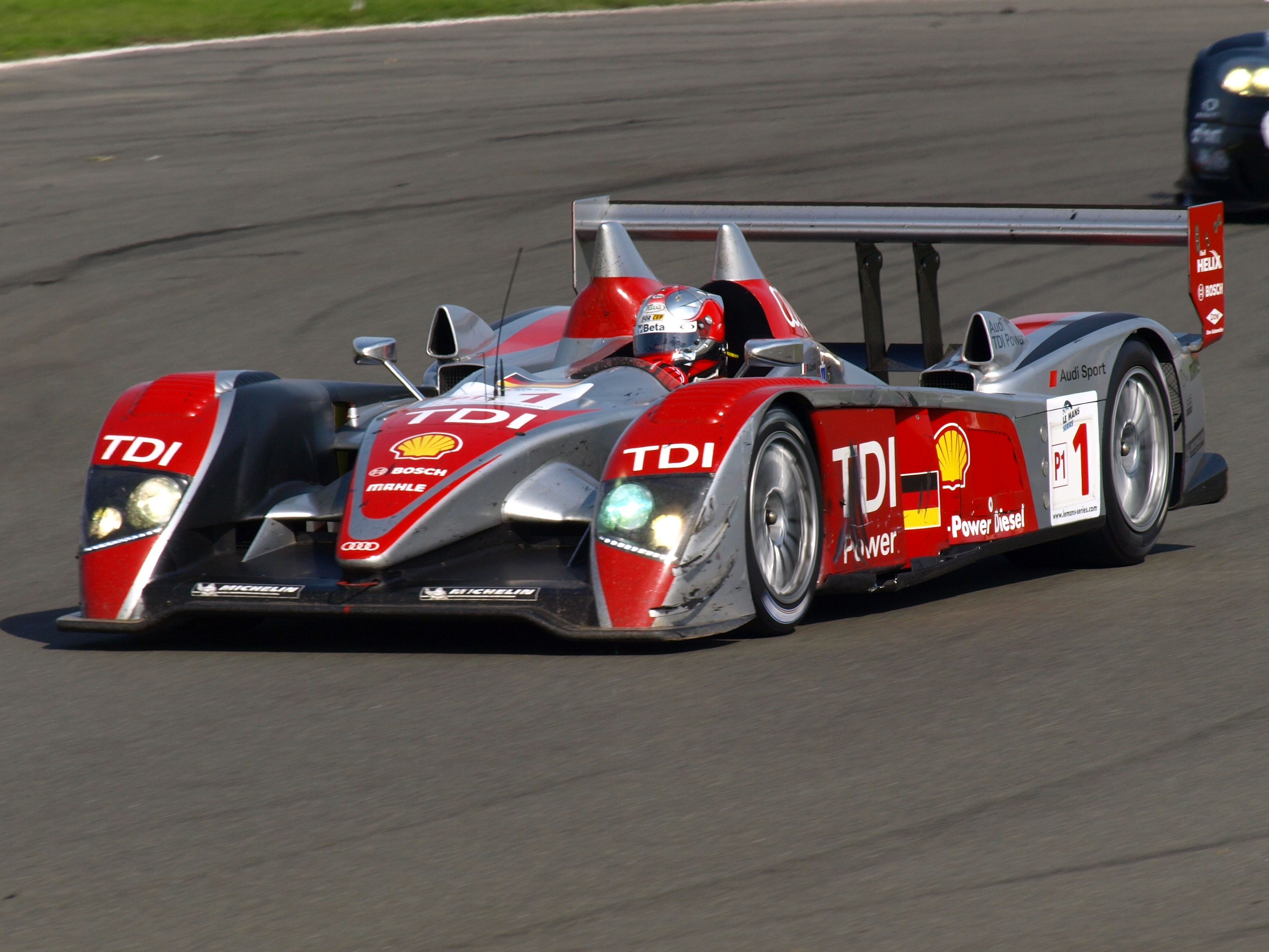
Team Joest:s Audi R10 vid Silverstone 1000 km 2008.

Sedan 2006 tävlar Joest med den diesel-drivna Audi R10. Med den tog stallet sin senaste Le Mans-seger 2006. Stallet vann Le Mans Series 2008.
Joest är även en del av Audis DTM-satsning under namnet Abt Sportsline och kör Audi A4 i serien.
När Audi la ned sitt WEC-program tog man över Mazdas racingprogram i IMSA i USA.